# Dismodix annulata
Dismodix annulata là một loài tò vò trong họ Ichneumonidae.